# Vento termico
Il vento termico non è un vero e proprio vento quanto una differenza tra vettori del vento geostrofico tra due diverse altezze di geopotenziale {\displaystyle p_{1}} e {\displaystyle p_{0}}, con {\displaystyle \phi _{1}<\phi _{0}}. È presente solo in atmosfera con gradienti orizzontali di temperatura. In un'atmosfera barotropica (la cui pressione dipende cioè dalla sola densità) il vento geostrofico è indipendente dall'altezza.
Il nome di vento termico è dovuto al fatto che si muove intorno a zone di bassa (ed alta) temperatura nello stesso modo in cui il vento geostrofico ruota intorno a zone di bassa (o alta) pressione.
L'equazione del vento termico è:
{\displaystyle f{\vec {v}}_{T}={\hat {k}}\times \nabla (\phi _{1}-\phi _{0})}
dove {\displaystyle \phi _{i}} sono le altezze di geopotenziale con {\displaystyle \phi _{1}>\phi _{0}}, {\displaystyle f} è il parametro di Coriolis e {\displaystyle {\hat {k}}} è il versore verticale. L'equazione del vento termico non ha molto significato nelle zone tropicali poiché, essendo il parametro di Coriolis molto piccolo o nullo, l'unico risultato sarebbe che {\displaystyle \nabla (\phi _{1}-\phi _{0})} è piccolo.

## Esempi di vento termico

### Differenza di temperatura tra equatore e poli: aumento dell'intensità dei westerlies con la quota
(Questo si applica allo stesso modo nell'emisfero sud e, ricordando che {\displaystyle f} è negativa per l'emisfero australe, si giunge allo stesso risultato)
Il vento termico ruota attorno a un centro di bassa (o alta) temperatura così come il vento geostrofico fa attorno a un centro di bassa (o alta) pressione. L'analogia è data dal medesimo senso di rotazione (antiorario nell'emisfero boreale e orario in quello australe) del vento nel minimo del campo da cui è generato, per cui se il vento geostrofico dà origine a un ciclone centrato sul minimo di pressione nella zona di interesse, il vento termico ruoterà principalmente attorno al minimo di temperatura dell'emisfero (polo nord o sud) dando origine ai westerlies.
Se il vento termico è diretto verso est si ha quindi una tendenza del flusso atmosferico ad aumentare la componente zonale della velocità rispetto a quella meridionale. Questa semplice affermazione consente di spiegare, almeno in parte, le correnti a getto, correnti da ovest verso est con velocità massima in prossimità della tropopausa prodotte dal gradiente termico tra il polo e l'equatore.

### Avvezione di aria calda o fredda: cambio di direzione del vento geostrofico con la quota
Se il vento geostrofico ad un dato livello trasporta aria calda o fredda, il vento termico provoca una deviazione della direzione del vento con la quota. Il risultato è che avvezione calda causa una deviazione verso destra (oraria) del vento con la quota, mentre avvezione fredda provoca una deviazione verso sinistra (antioraria).